# Vaalhoek
Vaalhoek é uma vila localizada no distrito de Kgalagadi em Botswana. Em 2011 possuía uma população estimada de 355 habitantes.